# 248

248(이백사십팔)은 247보다 크고 249보다 작은 자연수다.

## 수학
- 합성수로, 그 약수는 1, 2, 4, 8, 31, 62, 124, 248이다. 진약수의 합은 232이므로, 248은 부족수다.
- 16번째 불가촉수다. 앞의 불가촉수는 246, 다음은 262이다.
- 14번째 헥사나치 수다. 앞의 헥사나치 수는 125, 다음은 492이다.
- {\displaystyle 248=35+51+70+92}
  - 연속하는 네 오각수의 합으로 나타낼 수 있는 수다. 이 성질을 지닌 앞의 수는 178, 다음 수는 330이다.
- {\displaystyle 248=2^{8}-2^{3}}
- {\displaystyle 61^{2}-1}은 248로 나누어떨어진다.

## 과학
- NGC 248: 큰부리새자리 방향에 있는 발광성운.

## 교통
- 일본 248번 국도(일본어판): 아이치현 가마고리시에서 기후현 기후시까지 이어지는 일본의 국도.
- 현도 제248호선

## 군사
- U-248(영어판, 독일어판): 제2차 세계 대전에 사용된 나치 독일의 군용 잠수함.

## 문화유산
- 대한민국의 국보 제248호: 조선방역지도
- 대한민국의 보물 제248호: 대구 동화사 금당암 동·서 삼층석탑
- 대한민국의 사적 제248호: 서울 대한의원

## 방송
- B tv의 9colors 채널 번호.
- LG헬로비전의 쿠키건강TV 채널 번호.

## 기타
- 연도: 248년, 기원전 248년